# Phối giống tự nhiên
Phối giống tự nhiên còn gọi là phối giống trực tiếp, là sự giao phối trực tiếp của cá thể đực với cá thể cái. Trong chăn nuôi, nhất là với lợn, đại gia súc (trâu, bò) còn được gọi là nhảy trực tiếp. Phối giống tự nhiên cho tỷ lệ thụ thai cao hơn, tuy nhiên cần một tỷ lệ đực/cái nhất định (ở gà thường là 01 trống và 8 - 10 mái).

## Bài liên quan
- Thụ tinh nhân tạo